# پرواز به خانه (فیلم)
پرواز به خانه (به انگلیسی: Flying home) فیلم رمانتیک درام بلژیکی محصول سال ۲۰۱۴ است به تهیه‌کنندگی و کارگردانی دومینیک درودر.

## داستان فیلم
شیخی از دوبی قصد دارد کبوتر خانگی فلاندرزی که صاحب آن جوز پاولز است را خریداری کند و از واسطهٔ آمریکایی به نام کولین می‌خواهد که این کار را انجام دهد. جوز نمی‌خواهد که کبوترش را بفروشد و در عین حال نوه اش عاشق کولین می‌شود.

## بازیگران
- جیمی درنان در نقش کولین
- ژان دوکله در نقش جوز پاولز
- کارلوت د بروین در نقش ایزابل پاولز
- آنتونی هد در نقش پدر کولین
- شارون ماگان در نقش مادر کولین
- جس د پاو در نقش پریست
- ویوان د موینک در نقش مارتا
- الین ون در ولدن در نقش سلیا
- پیت فونچ در نقش آقای کنراد
- مکس پیرکیس در نقش جیسون
- میشل مولن در نقش والدن
- علی سلیمان در نقش شیخ
- عمربن حیدر در نقش دستیار شیخ
- نومان اکار در نقش کارادنیز